# فتحعلی‌خان قاجار
فتحعلی‌خان بن شاه‌قلی‌خان قوانلو یا فتحعلی‌خان قاجار فرزند شاه قلی خان رئیس شاخه اشاغی‌باش (پایین‌دستی) از ایل قاجار بود که در پایین رود گرگان ساکن بودند، فتحعلی خان جد شاهان قاجار است.

## زندگی‌نامه
فتحعلی خان قاجار همزمان با سقوط اصفهان در زمان شاه سلطان حسین صفوی توانست ریاست ایل قاجار را در استرآباد به دست بگیرد. در کتاب عالم آرای نادری و مورخان دوره قاجاریه در آثار خود اشاره می‌کنند که فتحعلی خان قاجار هنگام محاصره اصفهان در رأس گروهی هزار نفره به اصفهان رفته است و چند حمله پراکنده به سپاهیان محمود افغان کرده است. اما پس از بی‌اعتنایی‌های شاه سلطان حسین به حالت اعتراض اصفهان را ترک کرده و عازم استرآباد شده است. البته هیچ‌کدام از منابع تاریخی هم عصر با واقعه سقوط اصفهان اشاره‌ای به این داستان نکرده‌اند و به نظر می‌رسد ساختگی باشد. اولین باری که منابع تاریخی از حضور جدی او یاد کرده‌اند، زمانی است که شاه تهماسب دوم پس از شکست از نیروهای اشرف افغان در حوالی شهر ری عازم مازندران شد و فتحعلی خان به نبرد با نیروهای اندک و بی‌روحیه شاه تهماسب پرداخت و از یک سو مانع حرکت سپاه اعزامی شاه تهماسب به خراسان شده و آن را از دامغان مجبور به عقب‌نشینی کرد و از سوی دیگر تتمه سپاه شاه را در نزدیکی ساری شکست داد. با این وجود خان قاجار به همراه سران ایلش در حالی که شمشیرهایشان را بر گردن آویخته و قرآن به دست داشتند به حضور شاه تهماسب رفتند و عذر تقصیر خواستند. شاه که چاره ای جز بخشش نداشت او را پذیرفت و علاوه بر آن منصب وکیل الدوله ای را که در واقع نیابت سلطنت بود بدو سپرد و به حکومت سمنان منصوب کرد. بدین ترتیب، فتحعلی خان قاجار همه‌کاره شاه شد و به اتفاق راهی خراسان شدند تا مشهد را از ملک محمود سیستانی که ادعای سلطنت داشت باز پس گیرند. نادرقلی پس از آنکه شورش عوامل ملک محمود را در مرو سرکوب کرد و حکومت آنجا را به اسماعیل‌قلی خان حاکم شاه تهماسب سپرد. با پیغام شاه راه خود را از سمت مشهد کج کرد و به خبوشان رفت. قبل از ورود او به اردوی شاه تهماسب بین فتحعلی خان و کردهای خبوشان اختلاف افتاده بود و هر لحظه بیم برخوردی خونین می‌رفت از سوی دیگر نادرقلی از قدیم کدورت‌هایی با کردهای خبوشان داشت اما به طرز غیرمنتظره‌ای واسطه بخشش آنها نزد شاه تهماسب شد و غائله را خاتمه داد. به نظر می‌رسد همین برخورد فعال او در بدو ورود به علاوه شهرتی که از نبردهایش با ملک محمود در شمال خراسان بهم زده بود خیلی زود اسباب نگرانی فتحعلی خان قاجار را فراهم کرد. در دوم صفر سال ۱۱۳۹ اردوی شاه به قصد فتح شهر مشهد در باغ خواجه ربیع واقع در شش کیلومتری شمال شهر مشهد که امروزه جزئی از شهر شده است فرود آمد. نبردهای پراکنده بین قوای نادرقلی از طرف سپاه شاه تهماسب از یک سو و مدافعان شهر به فرماندهی ملک محمود از سوی دیگر تقریباً همه روزه برقرار بود. به موازات این جنگ‌ها، جنگ قدرت بین دو فرمانده اصلی سپاه شاه یعنی فتحعلی خان قاجار و نادرقلی جریان داشت شاه صفوی در این رقابت طرف فرمانده جدید و مقتدر افشار را گرفت به نوشته منابع، فتحعلی خان بازداشت شد و در۱۴ صفر ۱۱۳۹ به قتل رسید.
به گفته میرزا مهدی خان استرآبادی: فتحعلی خان پیش از تصرف مشهد چون به اطرافیان شاه اطمینان نداشت، بی سامانی لشکر را بهانه کرده و از شاه درخواست برگشت به استرآباد را داشت که با تهیه سپاه بیشتر برگردد و این درخواست از نظر شاه خیانت قلمداد شد، نادرقلی موافق کشتن او نبود و حبس او را کافی می‌دانست تا او را به کلات روانه کند مشروط بر آن که بعد از فتح مشهد آزاد شود، شاه تهماسب دوم موافقت کرد و نادرقلی، فتحعلی خان را در تاریخ ۱۴ صفر ۱۱۳۹ (۱۷۲۶میلادی) در خیمه خود محبوس کرد. در غیبت نادرقلی که مشغول رتق و فتق مهمات رعیت و سپاهی بود، با رضایت شاه تهماسب دوم طوری که تظاهر به اراده خود نکرد، فتحعلی خان به دست یکی از مخالفانش که مهدی خان قاجار نام داشت کشته شد. در منابع دیگر و به گفته محمد محسن مستوفی: چون با وجود نادرقلی قدرت و استقلال فتحعلی خان کم می‌شد فتحعلی خان مخفیانه نامه ای خیانت آمیز برای ملک محمود سیستانی ارسال می‌کند بعد از آن که نادرقلی از این نامه مطلع شد با موافقت شاه تهماسب دوم، نادرقلی در باغ خواجه ربیع فتحعلی خان را به قتل رساند. سندی که از فرمان شاه تهماسب دوم پس از کشته شدن فتحعلی خان قاجار در دست است. نشان می‌دهد که او واقعاً تصمیم به بازگشت داشته است و شایعه مکاتبه او با ملک محمود سیستانی محصور در مشهد که برخی مورخان آن زمان و محققین بعدی را به اشتباه انداخته است نمی‌تواند پایه‌ای داشته باشد. محمد محسن مستوفی و آوراموف سفیر روسیه که همراه اردوی شاه بوده است، از کشف یک نامه سخن می‌گوید که فتحعلی خان در آن خطاب به ملک محمود اعلام کرده است آمادگی دارد تا شاه تهماسب را تسلیم وی کند. جونس هنوی که چند سال بعد به هنگام قدرت‌گیری نادرقلی در ایران بوده است داستان مکاتبه فتحعلی خان با ملک محمود را توطئه‌ای از جانب نادرقلی می‌داند. در میان این منابع آوراموف از همه نزدیک تر به حادثه بوده و به هنگام محاصره مشهد در باغ خواجه ربیع و در میان اردوی شاه حضور داشته است. با این وصف تهیه چنین نامه‌ای از طرف عوامل نادرقلی نبایستی کار چندان دشواری بوده باشد. همچنین میرزا مهدی خان استرآبادی که سال‌ها بعد دست به نگارش تاریخ جهانگشای نادری برده است. در کتاب خود فقط به تصمیم فتحعلی خان مبنی بر بازگشت به استرآباد به هنگام محاصره مشهد اشاره می‌کند و این همان نکته‌ای است که شاه تهماسب دوم در فرمان خود پس از قتل فتحعلی خان بدان تکیه کرده است. سند یاد شده نشان می‌دهد که داستان نامه نگاری صرفاً بهانه ای بوده است که خبر آن در اردوگاه شاه پخش شده بود و اگر این موضوع پایه و اساسی داشت. به احتمال قوی، شاه در فرمان خود از ذکر آن خودداری نمی‌کرد زیرا ارتباط با دشمنی چون ملک محمود که ادعای سلطنت داشت بسی زشت‌تر از درخواست بازگشت جلوه می‌کرد و توجیه قوی تری برای کشتن او بود.
پس از کشته شدن فتحعلی‌خان، سران ایل قاجار کماکان در سپاه شاه تهماسب دوم صفوی حضور داشتند و در لشکرکشی ناکام وی به قفقاز جنوبی و جنگ با عثمانی که به شکست سنگین شاه تهماسب دوم انجامید حضور داشتند. پس از او، فرزندنش، محمدحسن‌خان‌قاجار به سرکردگی ایل قاجار رسید.